# Аварія MD-82 в Маямі
Аварія MD-82 в Маямі — авіаційна аварія, що сталася 21 червня 2022 року. Пасажирський авіалайнер McDonnell Douglas MD-82 домініканської авіакомпанії RED Air виконував рейс L5203 за маршрутом Санто-Домінго — Маямі, але під час посадки в міжнародному аеропорті Маямі в літака зруйнувалась стійка шасі і він скотився з ЗПС на траву. Унаслідок цього трапилася пожежа, але її згодом погасили. Зі 140 осіб, що перебували на борту (130 пасажирів і 10 членів екіпажу), ніхто не загинув, але 3 пасажири отримали незначні поранення.